# Ezaki Glico
La Ezaki Glico (江崎グリコ株式会社?, Ezaki Guriko Kabushiki-gaisha) è un'azienda dolciaria giapponese con sede ad Osaka, nel quartiere Nishiyodogawa-ku.
L'azienda, che commercializza i propri prodotti in oltre 30 paesi nell'area dell'Asia-Pacifico, Europa e Nord America, è nota in particolare per le sue tradizionali caramelle Glico e per i biscotti Pocky (conosciuti in Europa come Mikado), oltre che per altri prodotti.

## Storia

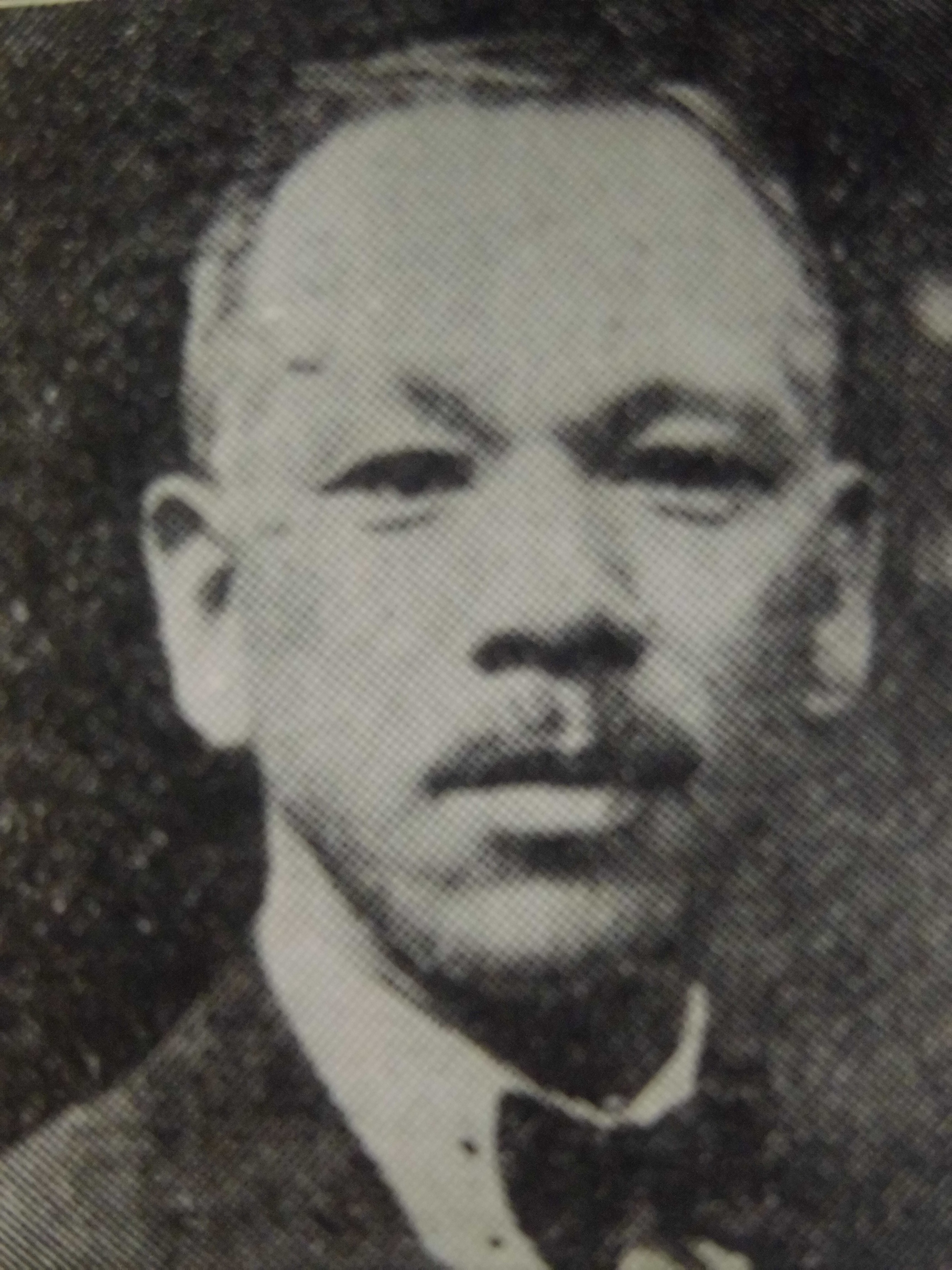
Ezaki Riichi, fondatore della Ezaki Glico

Nel 1919 Riichi Ezaki inventò le prime caramelle a base di glicogeno, uno zucchero trovato nelle ostriche, che poi diede il nome alla società (si tratta della contrazione della parola giapponese グリコーゲン?, guricōgen). L'uso del glicogeno fu un'idea di Ezaki, che durante un viaggio in riva al mare aveva notato alcuni bambini mentre giocavano: pensò allora che la loro buona salute era dovuta al consumo di ostriche.
Nel 1921, l'anno prima della costituzione formale della società, Riichi Ezaki fondò la Ezaki Shoten ad Osaka, iniziando a produrre e vendere caramelle denominate Glico. L'11 febbraio 1922, in occasione del lancio delle sue caramelle presso il Mitsukoshi Department Store di Osaka, Riichi Ezaki fondò ufficialmente la Ezaki Glico Company Limited.
Dal 1927, l'azienda iniziò ad inserire piccoli giocattoli nelle confezioni delle caramelle, per abbinare due tipici piaceri infantili: mangiare e giocare. Originariamente realizzati in legno e carta, poi con stagno e celluloide, questi giocattoli sono ora realizzati in plastica.
Nel 1935 venne installata la famosa insegna realizzata con tubi al neon alta 33 metri e raffigurante un atleta vittorioso, divenuta nel tempo un simbolo e un'attrazione turistica della città di Osaka. La versione attuale è stata installata in 1998, mentre nel 2014 i tubi al neon sono stati sostituiti dall'illuminazione a LED.
Durante la seconda guerra mondiale, la società venne gravemente danneggiata, con la distruzione dei due impianti durante i bombardamenti di Osaka e Tokyo. Lentamente, la produzione riprese dopo la guerra con fabbriche più piccole, mentre la ricostruzione terminò nel 1951.
Dopo la conquista del mercato asiatico, Ezaki Glico arrivò in Europa nel 1982 attraverso la sua controllata francese Générale Biscuit Glico France SA, che l'anno successivo lanciò i biscotti Mikado, commercializzati dal marchio francese di biscotti LU (Lefèvre-Utile).
La società ha sponsorizzato le serie anime di Super Robot 28 negli anni 1963-1966.
Dal 1984 al 1985 la Ezaki Glico fu vittima di un tentativo di estorsione: alle 21 del 18 marzo 1984, due uomini mascherati che indossavano un cappello e armati di pistola e fucile fecero irruzione in casa di Katsuhisa Ezaki, allora presidente della Glico. Tre giorni dopo, il 21 marzo, Ezaki riuscì a scappare dal magazzino dove era rinchiuso a Ibaraki, nella prefettura di Osaka. Il caso Glico Morinaga, in un contesto storico dove il Giappone veniva considerato un paese sicuro e libero da crimini, è un punto di svolta nella società giapponese, catturando l'attenzione dell'intero Giappone e divenendo un episodio di cronaca nera molto famoso, i cui colpevoli non sono mai stati trovati.

## Prodotti

### Dolci

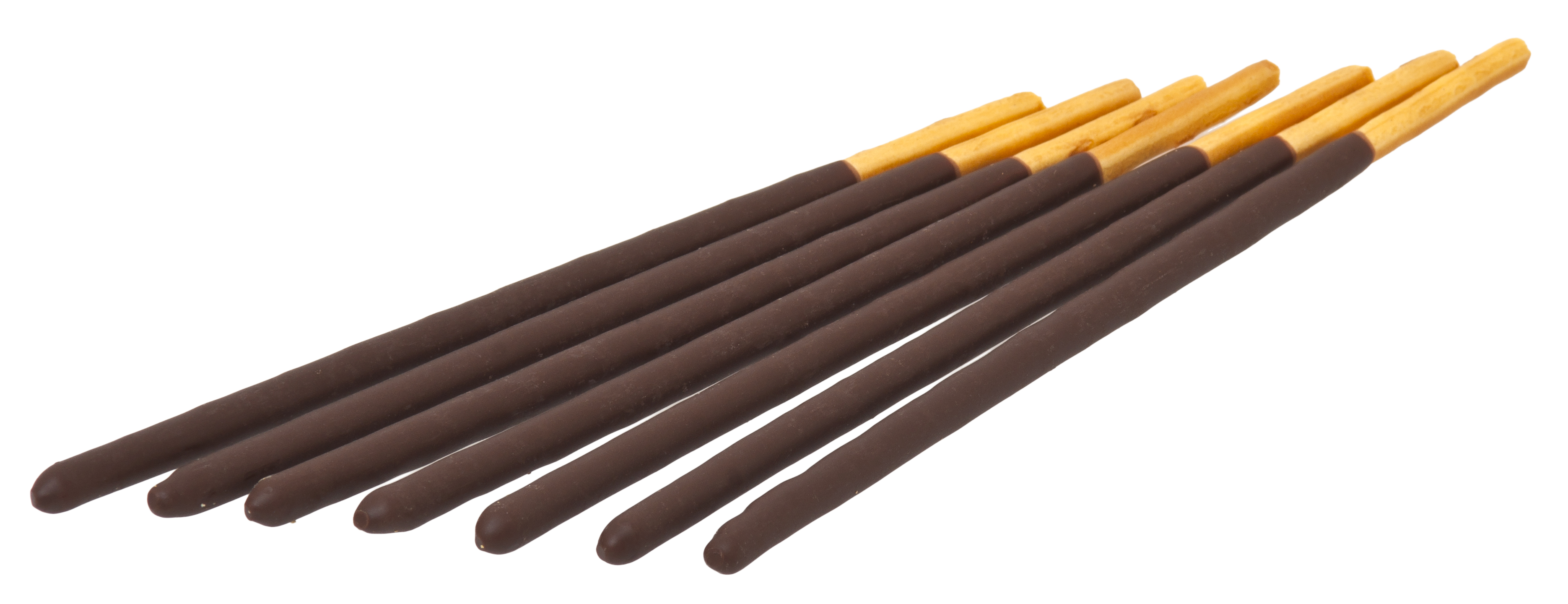
Pocky (Mikado)

- Bisco (ビスコ?, Bisuko), cracker di germe di grano con crema di yogurt;
- Caplico (カプリコ?, Kapuriko), biscotti waffle a forma di cono gelato al gusto di cioccolato o fragola;
- Collon (コロン?, Koron), biscotti cilindrici con esterno wafer e farciti di crema di vari gusti;
- Mandorle, mandorle ricoperte di cioccolato, avvolte in carta dorata;
- Péjoy, biscotti a bastoncino farciti con crema al cioccolato, conosciuti come "amico di Pocky";
- Pocky (ポッキー?, Pokkī) (Mikado), pretzel a bastoncino ricoperti di cioccolato o altri sapori.

### Snack salati
- Cheeza (チーザ?, Chīza), cracker al formaggio;
- Karujaga (かるじゃが?, Karujaga), patatine a forma di tubo;
- Kratz (クラッツ?, Kurattsu), pezzetti di pretzel con vari gusti;
- Pretz, pretzel a bastoncino.

### Gelati

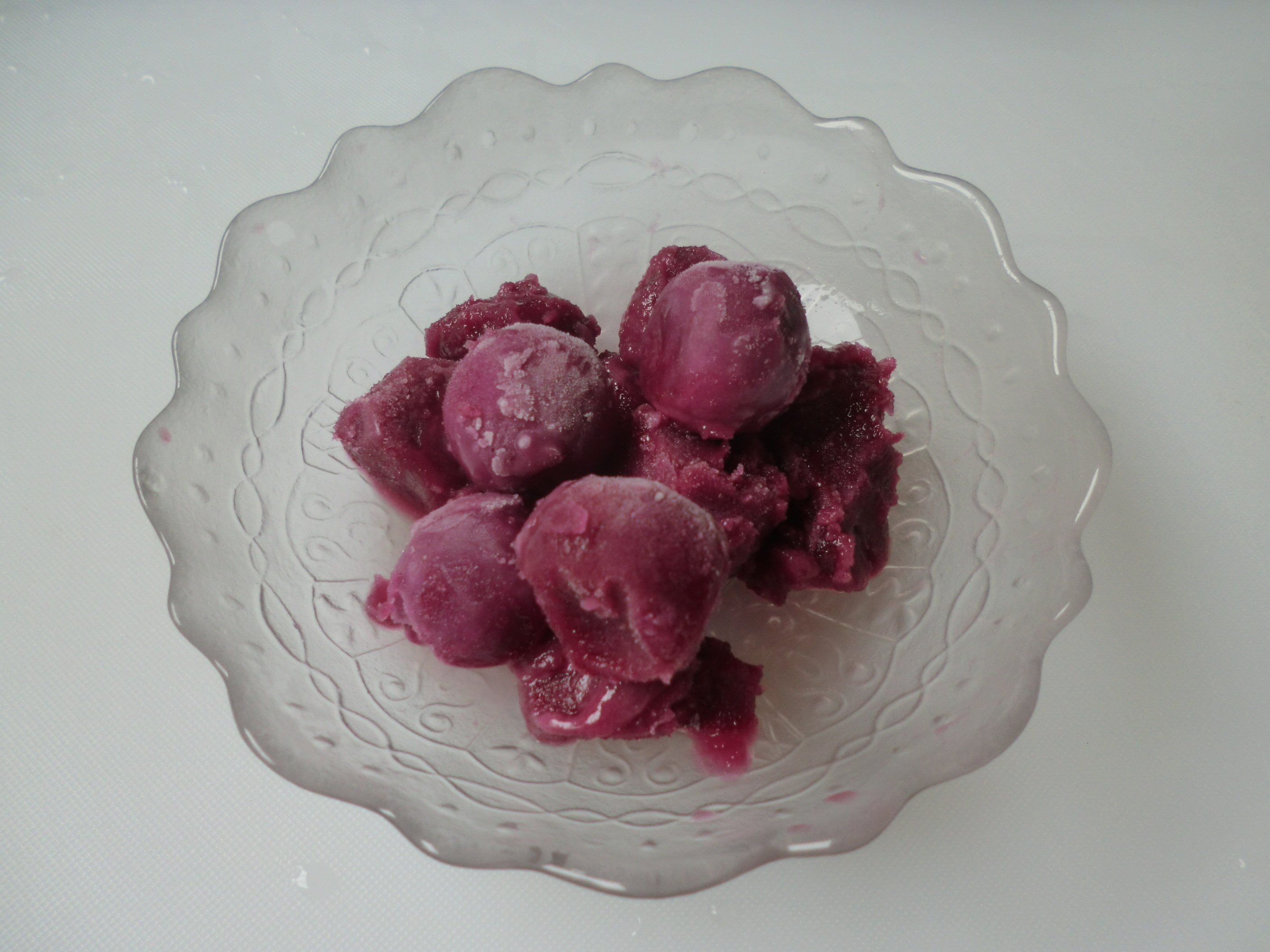
Aisu-no-mi al gusto di uva

- Giant Cone, cono gelato con cioccolato croccante e nocciole.
- Panapp (パナップ?, Panappu), gelato alla vaniglia con salsa di frutta al centro di una lunga coppetta;
- Papico (パピコ?, Papiko), sorbetto inserito in un tubo;
- Frutti di ghiaccio (アイスの実?, Aisu-no-mi), piccoli cubetti di ghiaccio di vari gusti con le sembianze di Aimi Eguchi, personaggio ricostruito al computer utilizzando i volti di sette componenti del gruppo musicale pop giapponese AKB48;
- Gelati a controllo calorico, che ingredienti ipocalorici quali il tōfu e dolcificanti come maltitolo e sucralosio.

### Dessert
- Pucchin Pudding (プッチンプリン?, Putchin Purin), budino in confezione a forma di fiore
- Choshoku Bifix (朝食ビフィックス?, Chōshoku Bifikkusu), yogurt

### Alimenti trasformati
- Ni-dan Juku Curry;
- Curry Zeppin (カレー絶品?, Karē Zeppin);
- Donburi-tei, condimento pronto "donburi" per riso.

### Prodotti salutistici
- Power Production (パワープロダクション?, Pawā Purodakushon), integratori alimentari per atleti;
- BREO (ブレオ?, Bureo), caramella alla menta per l'igiene del cavo orale, lingua ed alito;
- POs-Ca (ポスカ?, Posuka), gomma da masticare contenente calcio per rimineralizzare i denti;
- GABA (ギャバ?, Gyaba), palline di cioccolato contenenti acido gamma-amminobutirrico per regolare lo stress

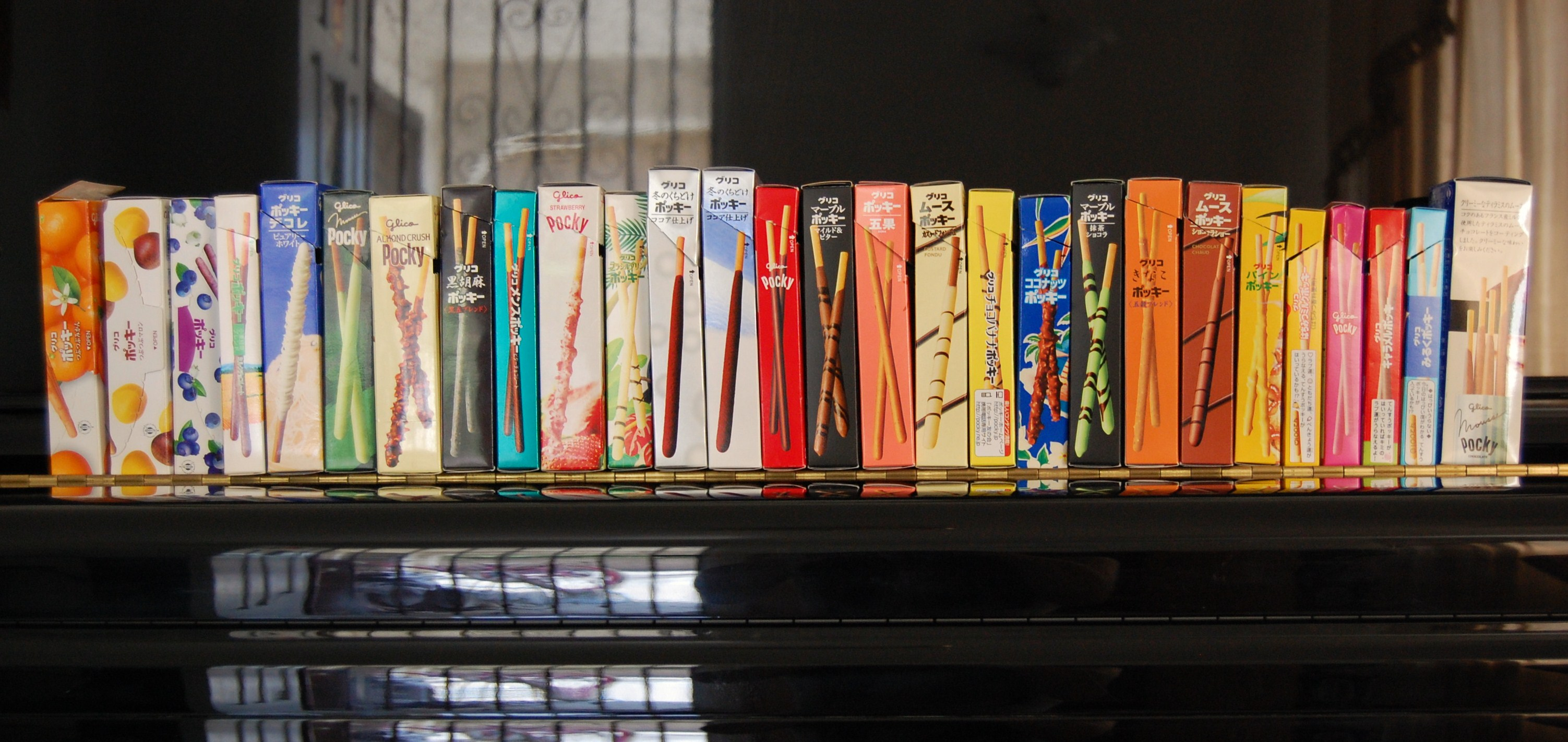
Varianti di Pocky (Mikado)

## Grande insegna di Dōtonbori
La prima caramella prodotta dall'azienda, chiamata "Glico", è nota in Giappone per il proprio marchio registrato, per l'immagine di un atleta che giunge al traguardo dopo 300 metri e lo slogan "300 metri con un morso" (一粒300メートル?, 300 Hitotsubu mētoru). La caramella, infatti, contiene 15,4 calorie, ovvero l'energia necessaria ad una persona per percorrere esattamente questa distanza
La grande insegna al neon situata nella zona commerciale di Dōtonbori ad Osaka è divenuta un'icona della città, fin dalla sua costruzione nel 1935: raffigura un atleta che corre su un tracciato blu con lo sfondo di alcuni monumenti di Osaka. L'insegna è stata rivista in molte occasioni come il campionato del mondo di calcio e per rafforzare il tifo per la squadra di baseball di Osaka, gli Hanshin Tigers. Essendo un simbolo molto conosciuto, l'insegna viene fotografata da turisti e gente del posto.